# Birky
Birky (ukrainisch Бірки; russisch Борки Borki) ist eine Siedlung städtischen Typs im Zentrum der ukrainischen Oblast Charkiw mit etwa 500 Einwohnern (2015).
Die 1659 gegründete Ortschaft erhielt 1938 den Status einer Siedlung städtischen Typs.

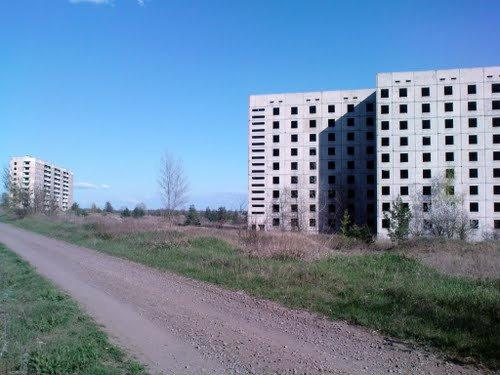
Unfertige Infrastruktur für das geplante Heizkraftwerk in Birky

Birky liegt an der Regionalstraße P 51 und der Bahnstrecke Sewastopol–Charkiw 17 km östlich vom ehemaligen Rajonzentrum Nowa Wodolaha und 43 km südlich vom Oblastzentrum Charkiw. Bei der Siedlung sollte zum Ende der Sowjetunion das Kernheizkraftwerk Charkiw ATEZ (Харківська АТЕЦ) entstehen. Nachdem der Bau der Infrastruktur begonnen hatte, wurde das Projekt abgebrochen.
Am 12. Juni 2020 wurde die Siedlung ein Teil der neugegründeten Siedlungsgemeinde Nowa Wodolaha, bis dahin bildete sie zusammen mit den Dörfern Huljaj Pole (Гуляй Поле), Kljutschewodske (Ключеводське), Lypkuwatiwka und Wassyliwske (Василівське) die gleichnamige Siedlungsratsgemeinde Birky (Бірківська селищна рада/Birkiwska selyschtschna rada) im Osten des Rajons Nowa Wodolaha.
Am 17. Juli 2020 kam es im Zuge einer großen Rajonsreform zum Anschluss des Rajonsgebietes an den Rajon Charkiw.
Beim Bahnhof des 8 km nördlich liegenden Dorfes Birky fand 1888 der Eisenbahnunfall von Borki statt, bei dem 23 Reisende starben, der mitreisende russische Kaiser Alexander III. (Russland) und seine Familienangehörige jedoch unverletzt blieben.